# Hiroki Nakayama
Hiroki Nakayama (jap. 中山 博貴 Nakayama Hiroki; ur. 13 grudnia 1985) – japoński piłkarz występujący na pozycji pomocnika.

## Kariera klubowa
Od 2004 do 2015 roku występował w klubie Kyoto Sanga FC.